# Christoph de Peterson
Christoph de Peterson, ros. Петерсон Христофор Иванович (ur. w 1735 w Kilonii - zm. 8 listopada 1789 w Monachium), wojskowy, dyplomata rosyjski, radca stanu.
Cudzoziemiec z urodzenia, w 1744 wstąpił do służby na dworze carskim w charakterze pazia, awansując w 1757 do izby paziów. Służył w 65 Moskiewskim Pułku Piechoty. W 1760 został wysłany w stopniu majora armii za granicę, biorąc udział w 1761 w operacjach wojskowych w Prusach. W 1763 został wysłany w charakterze członka poselstwa, w randze kawalera (кавалер посольства), do Konstantynopola, po czym został awansowany do stopnia podpułkownika.
W latach 1769–1774 brał udział w kolejnych działaniach wojennych z Turcją, po części biorąc udział w negocjacjach z tym państwem w Fokszanach i Bukareszcie (maj 1772 - marzec 1773). W 1771 został pułkownikiem. Doceniając jego wiedzę o Turcji został chargé d'affaires w Konstantynopolu (1774-1775). W 1975 nadano mu też rangę radcy stanu. Następnie, w okresie 1779-1786 był ministrem-rezydentem w Gdańsku. W 1787 został mianowany posłem w Monachium, a w maju 1789 posłem we Frankfurcie, ale choroba nie pozwoliła jemu tam dotrzeć, i zmarł w Monachium.
Był odznaczony Orderem św. Jerzego - III klasy - Nr 5, 12 marca 1770.